# Чолово (присілок)
Чолово (рос. Чолово) — присілок у Лузькому районі Ленінградської області Російської Федерації.
Населення становить 2 особи. Належить до муніципального утворення Ям-Тьосовське сільське поселення.

## Історія
Згідно із законом від 28 вересня 2004 року № 65-оз належить до муніципального утворення Ям-Тьосовське сільське поселення.

## Населення
| 1838 | 1857 | 1862 | 1882 | 1928 | 1965 | 1997 |
| ---- | ---- | ---- | ---- | ---- | ---- | ---- |
| 81   | ↗106 | ↘103 | ↗104 | ↗130 | ↗413 | ↘8   |
| 2007 | 2010 |      |      |      |      |      |
| ↘5   | ↘2   |      |      |      |      |      |